# Berlin (Lou-Reed-Album)
Berlin ist das dritte Soloalbum des US-amerikanischen Rockmusikers Lou Reed, das im Oktober 1973 bei RCA Records erschien. Das Konzeptalbum erzählt die Geschichte eines Paares, das mit Drogensucht und Missbrauch zu kämpfen hat. Anfänglich waren die Kritiken gemischt bis negativ, aber die Bewertungen des Albums haben sich im Laufe der Jahre gewandelt. 1973 erklärte der Rolling Stone das Album zu einer Katastrophe und schloss die Rezension mit „Goodbye, Lou“. 30 Jahre später wurde Berlin von dem Magazin in die 500 besten Alben aller Zeiten aufgenommen.

## Konzept des Albums
Das Album ist eine tragische Rockoper über das Schicksal von Caroline, einer Prostituierten, und Jim, einem Drogenabhängigen. Sie werden ein Paar; er verlässt sie; ihr werden die Kinder weggenommen; schließlich begeht sie Selbstmord. In den Songtexten werden die Themen Drogenkonsum, Prostitution, Depression und häusliche Gewalt aufgegriffen.
Das Konzept entstand, als der Produzent Bob Ezrin Reed darauf aufmerksam machte, dass die Geschichten, die in Reeds Songs erzählt werden, zwar großartige Anfänge haben, aber nie wirklich ein Ende. Konkret wollte Ezrin wissen, was mit dem Paar aus Berlin – einem Song von Reeds erstem Soloalbum – geschah.

## Adaption für die Bühne
Reed und Produzent Bob Ezrin planten bei der Erstveröffentlichung eine Bühnenadaption des Albums, legten die Pläne aber aufgrund gemischter Kritiken und schlechter Verkaufszahlen auf Eis. Im Jahr 2007 verwirklichte Reed schließlich seine ursprünglichen Pläne, indem er mit einer 30-köpfigen Band, 12 Chorsängern und zunächst Anohni, später ersetzt durch Sharon Jones, auf Tournee ging. Regisseur Julian Schnabel entwarf die Bühnenkulissen, basierend auf Skizzen des ursprünglichen Konzepts, die von Bob Ezrin gezeichnet wurden, und filmte zudem das Konzert. Der Film erschien 2008 unter dem Titel Lou Reed’s Berlin, das zugehörige Live-Album als Berlin: Live at St. Ann’s Warehouse bei Matador Records. Der Konzertfilm erhielt hervorragende Kritiken und ist auf DVD und Blu-ray Disc erhältlich. Das Original-Album wurde zum Gedenken an das Ereignis digital neu gemastert und auf CD wiederveröffentlicht.

## Musik
Als Instrument spielte Reed akustische Gitarre. Wie bei seinen beiden vorangegangenen Studioalben, wurden auch auf Berlin mehrere Songs, die bereits zuvor geschrieben und aufgenommen worden waren, neu arrangiert. Der Titelsong erschien zuerst auf Reeds Solo-Debütalbum, wurde hier jedoch vereinfacht, in der Tonart geändert und für Soloklavier neu arrangiert. Oh, Jim bedient sich der Velvet Underground-Auskopplung Oh, Gin. Caroline Says II ist eine Neufassung von Stephanie Says von The Velvet Underground, das aber erst 1985 veröffentlicht wurde. The Velvet Underground hatten auch ein alternatives Demo von Sad Song aufgenommen, das in seiner ursprünglichen Form einen viel harmloseren Text hatte. Men of Good Fortune wurde bereits 1966 von Velvet Underground gespielt.

## Besetzung
- Lou Reed – Gesang, Akustische Gitarre
- Bob Ezrin – Piano, Mellotron, Arrangement
- Steve Hunter – E-Gitarre
- Dick Wagner – E-Gitarre, Begleitgesang
- Jack Bruce – Bass (außer auf Lady Day und The Kids)
- Aynsley Dunbar – Schlagzeug (außer auf Lady Day und The Kids)
- Steve Winwood – Hammondorgel, Harmonium
- Michael Brecker – Tenorsaxophon
- Randy Brecker – Trompete
- Tony Levin – Bass auf The Kids
- B. J. Wilson – Schlagzeug auf Lady Day und The Kids
- Allan Macmillan – Piano auf Berlin
- Gene Martynec – Akustische Gitarre und Synthesizer auf und Gesangs-Arrangement bei The Bed, Bass auf Lady Day
- Jon Pierson – Bassposaune
- Blue Weaver – Piano auf Men of Good Fortune
- Steve Hyden, Elizabeth March, Dick Wagner, Lou Reed – Chorgesang

Produktion
- Bob Ezrin – Produzent
- Jim Reeves – Toningenieur
- Allan Macmillan – Arrangeur

## Coverdesign
Das Albumcover wurde von Pacific Eye & Ear entworfen, die auch Alice Coopers Muscle of Love im selben Jahr gestalteten. Die ersten Textzeilen von Berlin sind unter einer Collage von Charakteren aus dem Konzeptalbum zu sehen.

## Titelliste
Alle Songs wurden von Lou Reed komponiert.
Seite A
1. Berlin – 3:23
2. Lady Day – 3:40
3. Men of Good Fortune – 4:37
4. Caroline Says I – 3:57
5. How Do You Think It Feels – 3:42
6. Oh, Jim – 5:13
Seite B
7. Caroline Says II – 4:10
8. The Kids – 7:55
9. The Bed – 5:51
10. Sad Song – 6:55

### Unberücksichtigtes Klaviersolo
Ursprünglich als Doppelalbum mit einer Länge von 64 Minuten geplant und aufgenommen, wurden die Tracks in kürzere Versionen abgemischt, nachdem RCA wegen eines teuren Doppelpacks ohne offensichtliche Hits Bedenken hatte. Keine der ursprünglichen längeren Versionen der Tracks wurde später veröffentlicht – mit einer ungewöhnlichen Ausnahme: Auf der ersten 8-Spur-Kassette und auf der Kassettenversion von Berlin gab es ein unbetiteltes, einminütiges instrumentales Klaviersolo, das von Allan Macmillan, dem Pianisten des Titeltracks, zwischen den Liedern Berlin und Lady Day gespielt wurde. Es fand sich ansonsten nie auf einer Vinyl- oder CD-Ausgabe oder einer späteren Wiederveröffentlichung. Dafür gab es nie eine offizielle Erklärung. Möglicherweise wurde es dort eingefügt, um die Zeit zu füllen und eine ununterbrochene Songabfolge zwischen den vier Programmen der 8-Spur-Version zu ermöglichen. Im Jahr 2006, als Reed das gesamte Album im St. Ann's Warehouse in New York aufführte, wurde dieses Solo vor Caroline Says II wieder aufgenommen.

## Rezeption
Der US-amerikanische Musikjournalist Stephen Davis hielt das Album in einer Rezension für den Rolling Stone im Dezember 1973 für eine Katastrophe; er mochte weder die Welt, die das Album dem Hörer vorstellt, noch Reeds gesprochene und geschriene Darbietung.
Robert Christgau war in einer Rezension für Creem im Februar 1974 der Meinung, dass die Geschichte lausig und die Musik nur mittelmäßig sei.
Rolling Stone wählte Berlin 2003 und 2012 auf Platz 344 der 500 besten Alben aller Zeiten. In der Aufstellung von 2020 ist es nicht mehr vertreten.
New Musical Express führt es auf Platz 498 der 500 besten Alben aller Zeiten.
Berlin erreichte Platz 7 der britischen Albumcharts – Reeds beste Platzierung dort bis zum Album Magic and Loss im Jahr 1992. Die BPI verlieh dem Album einen BRIT Certified Silver Award. Schlechte Verkaufszahlen in den USA (Platz 98) und schlechte Kritiken sorgten dafür, dass Reed vom Album enttäuscht war. Dennoch spielte er das Material von Berlin häufig in seinen Live-Shows